# West Crossett (Arkansas)
West Crossett es un lugar designado por el censo ubicado en el condado de Ashley en el estado estadounidense de Arkansas. En el Censo de 2010 tenía una población de 1256 habitantes y una densidad poblacional de 40,82 personas por km².

## Geografía
West Crossett se encuentra ubicado en las coordenadas 33°8′53″N 92°1′1″O / 33.14806, -92.01694. Según la Oficina del Censo de los Estados Unidos, West Crossett tiene una superficie total de 30.77 km², de la cual 30.75 km² corresponden a tierra firme y (0.08%) 0.02 km² es agua.

## Demografía
Según el censo de 2010, había 1256 personas residiendo en West Crossett. La densidad de población era de 40,82 hab./km². De los 1256 habitantes, West Crossett estaba compuesto por el 63.38% blancos, el 33.44% eran afroamericanos, el 0% eran amerindios, el 0% eran asiáticos, el 0% eran isleños del Pacífico, el 1.51% eran de otras razas y el 1.67% pertenecían a dos o más razas. Del total de la población el 2.23% eran hispanos o latinos de cualquier raza.